# Noshjälmspindel
Noshjälmspindel (Lasaeola prona) är en spindelart som först beskrevs av Menge 1868.  Noshjälmspindel ingår i släktet Lasaeola och familjen klotspindlar. Arten är reproducerande i Sverige. Inga underarter finns listade i Catalogue of Life.